# کیوشو
کیوشو (九州 ،Kyūshū) سومین جزیرهٔ بزرگ کشور ژاپن و جنوبی‌ترین و غربی‌ترین جزیره از جزایر چهارگانه اصلی این کشور است. این جزیره از غرب با دریای چین شرقی و از شرق با اقیانوس آرام همسایه است. مساحت جزیره کیوشو ۳۶٬۷۸۲ کیلومتر مربع و جمعیت آن ۱۴ میلیون و ۳۱۱ هزار نفر است. واژه کیوشو در ژاپنی به معنی «نُه ولایت» است که به ۹ استان باستانی (کوونی) اشاره دارد که زمانی جزیره به آنها تقسیم می‌شد. کیوشو همچنین جنوبی‌ترین منطقه (چیهو) در کشور ژاپن است که علاوه بر جزیره اصلی، جزایر مجاور و مجمع‌الجزایر طویل ریوکیو را دربر می‌گیرد که ۱۱۰۰ کیلومتر به سمت جنوب غربی امتداد دارد.
کیوشو نزدیک‌ترین جزیره از جزایر اصلی ژاپن به قاره آسیا است و از زمان‌های قدیم تبادل فعالی بین آن و کشورهای مجاور وجود داشته است. آب و هوای کیوشو کمی گرمتر و گرمسیری‌تر از هونشو است و سواحل جنوبی و شرقی آن هر ساله شاهد بروز طوفان است.

## جغرافیا
زمین‌های کیوشو به‌طور کلی کوهستانی با دره‌های بسیار حاصلخیز است، مانند بقیه ژاپن، به جز منطقه دشت وسیع در بالای جزیره که جایگاه بزرگ‌ترین شهرهای جزیره یعنی فوکوئوکا و کیتاکیوشو است. کیوشو همچنین یکی از فعال‌ترین مناطق زمین‌شناختی در جهان است، با چندین آتشفشان زنده و چشمه‌های آب گرم فراوان.
کیوشو از شمال با تنگه شیمونوسکی از جزیره هونشو و با تنگه تسوشیما یا کانال شرقی از شبه‌جزیره کره در شمال غرب جدا می‌شود. کیوشو از سامانه پیچیده‌ای از رشته‌های آتشفشانی تشکیل شده است. آب و هوای جنوب آن نیمه‌گرمسیری است و کیوشو به دلیل پوشش گیاهی نیمه‌گرمسیری و بارندگی شدیدش معروف است. کیوشو جایگاه کوه آسو، بزرگ‌ترین دهانه آتشفشانی فعال جهان، و پارک‌های ملی آسو-کوجو، کیریشیما-یاکو و اونزن-آماکوسا است. بپو یک تفرجگاه معروف چشمه‌های آب گرم در جزیره است.
امروزه کیوشو در تقسیمات کشوری به عنوان یکی از مناطق ژاپن به‌شمار می‌آید و خود به هفت استان تقسیم شده است به نام‌های: فوکوئوکا، کوماموتو، ناگاساکی، اوئیتا، ساگا، کاگوشیما، میازاکی.

## جمعیت

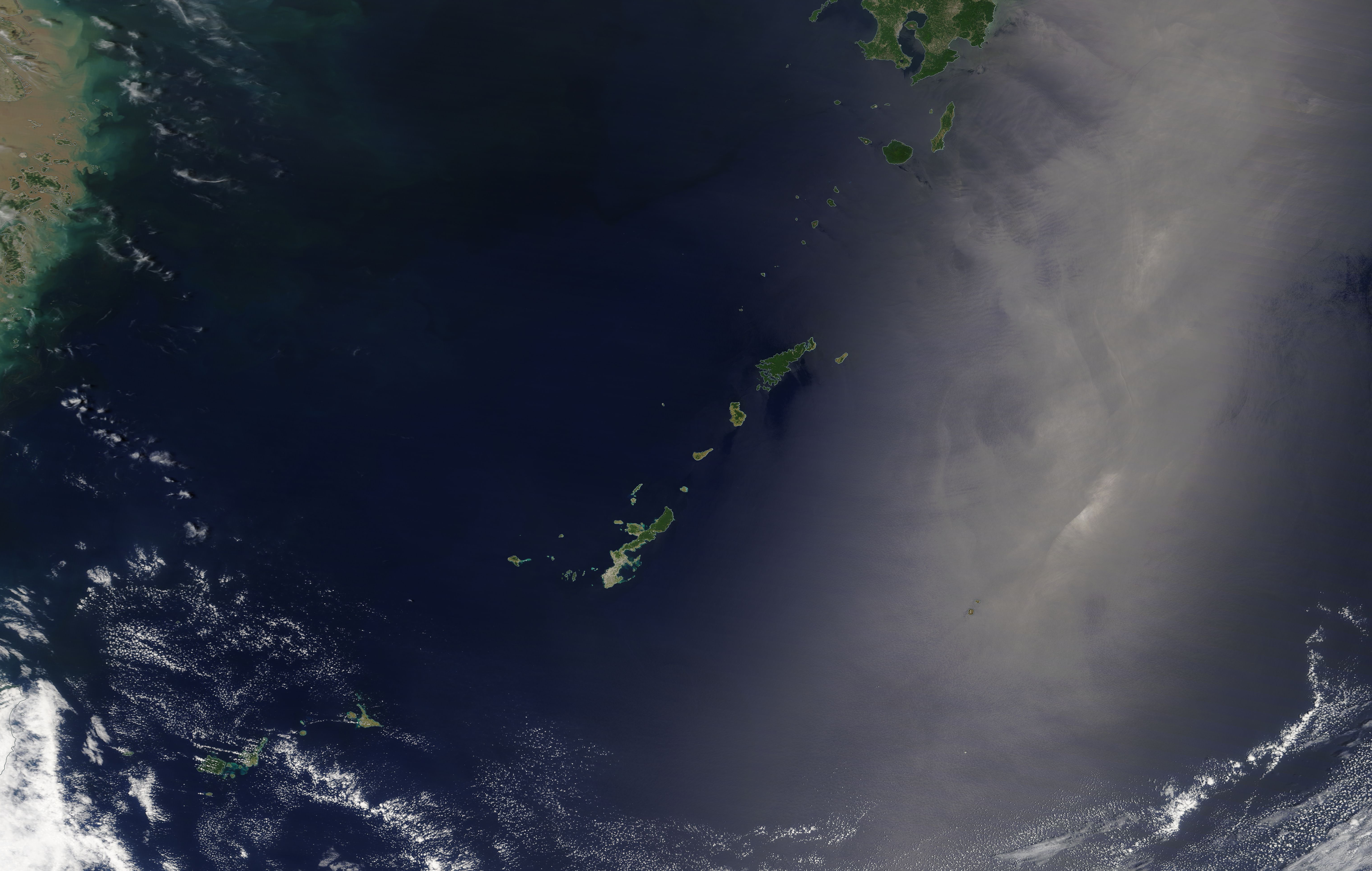
تصویر ماهواره ای از جزیره کیوشو

جمعیت کیوشو ۱۴ میلیون و ۳۱۱ هزار نفر است و بنابر این ۱۰٫۳ درصد از جمعیت ژاپن را در خود جای داده است. بیشتر جمعیت کیوشو در امتداد شمال غرب، در شهرهای فوکوئوکا و کیتاکیوشو متمرکز شده‌اند، با دالان‌های جمعیتی که از جنوب غربی به ساسبو و ناکاساکی و از جنوب به کوماموتو و کاگوشیما امتداد دارند. به جز اویتا و میازاکی، ساحل شرقی کاهش عمومی جمعیت را نشان می‌دهد.
از نظر سیاسی، کیوشو به عنوان سنگر حزب لیبرال دموکرات توصیف می‌شود. طبق داده‌های سرشماری ژاپن، جمعیت منطقه کیوشو با جزایر ریوکیو (استان‌های اوکیناوا و کاگوشیما) از حدود سال ۲۰۰۰ کاهش جمعیت زیادی را تجربه کرده است. اهالی ریوکیو نرخ زاد و ولد نسبتاً بالایی دارند، با این وجود این امر نتوانسته است از کاهش کلی جمعیت جنوب ژاپن جلوگیری کند. مردم ریوکیو یک گروه اقلیت بومی در ژاپن هستند.